# ملحق علمي
الملحق العلمي (المعروف أيضًا باسم الملحق الفني) هو عضو في البعثة الدبلوماسية، وعادة ما تكون سفارة. كان للملحق العلمي تقليديًا ثلاث وظائف أساسية: تقديم المشورة للسفير في الأمور العلمية والتقنية، وتقديم تقرير عن الأحداث العلمية والتكنولوجية، وتمثيل بلده في الشؤون العلمية والتقنية إلى الأكاديميات العلمية والتقنية الأجنبية؛ وإلى المنظمات والوكالات الحكومية الدولية؛ وإلى المنظمات غير الحكومية الدولية. يساعد الملحق العلمي أيضًا في تكوين روابط رسمية بين العلماء والباحثين المحليين والأجانب، وتحفيز مبادرات التبادل العلمي.
تبدو الأدوار غير الإرشادية للملحق العلمي أقل أهمية إلى حد ما في عصر الإنترنت. لذا فإن الاتجاه الحديث هو التأكيد على الدور الاستشاري للملحق العلمي في تسهيل التبادل العلمي والتقني. في عام 1998، دعت الأكاديمية الوطنية للعلوم إلى تعيين المزيد من الدبلوماسيين المتمرسين في العلوم في وزارة الخارجية لتحسين جودة المشورة العلمية المتاحة لصانعي السياسة الأجانب. كما شددت اللجنة على ضرورة تشجيع موظفي الخدمة الخارجية العامة على اكتساب المهارات العلمية.
في حين كان هناك المزيد من التركيز على الدور الاستشاري، لا يزال بإمكان الملحقين العلميين لعب دور في تسهيل التبادلات والتعاون من خلال مساعدة العلماء من وطنهم على فهم ثقافة وممارسات العلوم في الدولة المضيفة.
في السابق، كان يُنظر إلى تعيين ملحق علمي على أنه "قبلة الموت" للتقدم في سلك الخارجية. ومع ذلك، مع الأهمية المتزايدة للقضايا العلمية مثل الاحتباس الحراري، والأمراض المعدية العالمية، والإرهاب البيولوجي في صنع السياسات والدبلوماسية الأجنبية، قد يتغير هذا التصور.

## الوظائف التاريخية
تم تحديد دور الملحق العلمي للولايات المتحدة لأول مرة في عام 1950 في تقرير بعنوان العلوم والعلاقات الخارجية، الصادر عن وزارة الخارجية الأمريكية. وكانت المهام الأساسية للملحق العلمي هي:
1. الإبلاغ عن التطورات العلمية والتكنولوجية الهامة
2. المساعدة في تبادل المعلومات العلمية
3. المساعدة في تبادل الاشخاص العلميين
4. المساعدة في شراء الأجهزة العلمية والمواد الكيميائية والبيولوجية
5. التعاون مع جميع مجموعات الولايات المتحدة في الخارج التي لديها برامج ذات جوانب علمية وتكنولوجية
6. التمثيلات العامة لعلوم الولايات المتحدة
7. تقديم المشورة العلمية والفنية لموظفي السفارة
8. ترتيبات لمشاريع بحثية تعاونية بين الولايات المتحدة وعلماء أجانب
9. الترويج العام لتفاهم أفضل بين الولايات المتحدة والعلوم الأجنبية